# جورج فريدريك
جورج فريدريك (بالألمانية: Georg Friedrich)‏ هو ممثل نمساوي، ولد في 31 أكتوبر 1966 بسالزبورغ في النمسا. من الجوائز التي نالها جائزة الدب الفضي لأفضل ممثل سنة 2017.

## أعمال

### أفلام
- (1989) القارة السابعة
- (2001) أيام كلب[4]
- (2001) معلم البيانو[5]
- (2003) الوقت الذئب[6]
- (2007) استيراد / تصدير
- (2011) تنفس

## جوائز
- جائزة الدب الفضي لأفضل ممثل (2017)

## وصلات خارجية
- جورج فريدريك على موقع IMDb (الإنجليزية)
- جورج فريدريك على موقع مونزينجر (الألمانية)
- جورج فريدريك على موقع ألو سيني (الفرنسية)
- جورج فريدريك على موقع ميوزك برينز (الإنجليزية)
- جورج فريدريك على موقع أول موفي (الإنجليزية)
- جورج فريدريك على موقع قاعدة بيانات الأفلام السويدية (السويدية)
- جورج فريدريك على موقع قاعدة بيانات الفيلم (الإنجليزية)
- جورج فريدريك على موقع كينوبويسك (الروسية)